# Dominik Sowieja
Dominik Sowieja (* 7. Dezember 1991 in Villingen-Schwenningen) ist ein deutscher Triathlet und deutscher Meister Cross-Duathlon (2014) und Duathlon (2016). Er wird in der Bestenliste deutscher Triathleten auf der Ironman-Distanz geführt.

## Werdegang
Im Oktober 2010 wurde er Mitglied beim Triathlon Verein in Schramberg.
In 2012 und 2013 konnte sich Dominik Sowieja den Gesamtsieg in der Triathlon-Landesliga sichern.

### Deutscher Meister Cross-Duathlon 2014
2014 gewann er in Östringen die Meisterschaften der Deutschen Triathlon Union (DTU) im Crossduathlon.
Im Mai 2015 gewann er auf der Halbmarathondistanz den Trollinger-Marathon.
Im selben Jahr erreichte er in Tübingen den ersten Platz in der Zweiten Triathlon Bundesliga und wurde 2015 und 2016 Sportler des Jahres im Schwarzwald Baar Kreis.

### Deutscher Meister Duathlon 2016
Im Mai 2016 wurde Sowieja Deutscher Duathlon-Meister.

Im September wurde er am Walchsee Europameister der Altersklasse 25–29 auf der Triathlon-Mitteldistanz (1,9 km Schwimmen, 90 km Radfahren und 21,1 km Laufen). Seit 2017 startet er als Profi-Athlet überwiegend bei Ironman-70.3-Wettbewerben über die Mitteldistanz und im August wurde der 25-Jährige Fünfter beim Ironman 70.3 Vichy. 
Im August 2021 gab Sowieja sein Debüt auf der Langdistanz beim Ironman Copenhagen.
Beim Ironman Lanzarote im Mai 2022 erzielte er mit Rang vier sein bislang bestes Ergebnis auf der Langdistanz.
Mit dem fünften Rang im Ironman Mexico qualifizierte er sich im November 2024 für einen Startplatz bei der nächsten Ironman-Weltmeisterschaft am 14. September 2025 in Nizza.

## Sportliche Erfolge
| Datum/Jahr    | Platz | Wettbewerb                                                | Austragungsort | Zeit     | Bemerkung                                                                                             |
| ------------- | ----- | --------------------------------------------------------- | -------------- | -------- | --- |
| 25. Mai 2025  |       | Ironman 70.3 Kraichgau                                    | Kraichgau      |          | |
| 26. Mai 2024  | 7     | Ironman 70.3 Kraichgau                                    | Kraichgau      | 03:55:55 | |
| 3. Apr. 2022  | 22    | Challenge Salou                                           | Salou          | 03:33:14 | wegen schlechten Wetters als Duathlon ausgetragen (4 km Laufen, 90 km Radfahren und 21 km Laufen)     |
| 3. Okt. 2021  | 4     | Challenge Salou                                           | Salou          | 03:34:16 | witterungsbedingt als Duathlon ausgetragen (5 km Laufen, 85 km Radfahren und 21 km Laufen)            |
| 20. Juni 2021 | 5     | Challenge Gdansk                                          | Danzig         | 03:51:56 | |
| 8. Sep. 2019  | 38    | Ironman 70.3 World Championships                          | Nizza          | 04:19:31 | [ 9 ]                                                                                                 |
| 16. Sep. 2018 | 6     | Ironman 70.3 Nizza                                        | Nizza          | 04:26:23 | bester Laufsplit mit 1:15:11 h                                                                        |
| 10. Juni 2018 | 4     | DTU Deutsche Meisterschaft Triathlon Mitteldistanz        | Ingolstadt     | 03:52:00 | beim Triathlon Ingolstadt                                                                             |
| 26. Aug. 2017 | 5     | Ironman 70.3 Vichy                                        | Vichy          | 03:56:49 | bester Laufsplit mit 1:12:01 Stunden                                                                  |
| 18. Juni 2017 | 7     | Ironman 70.3 Luxemburg                                    | Remich         | 03:53:56 | erster Start als Profi                                                                                |
| 4. Sep. 2016  | 1     | ETU Middle Distance Triathlon European Championship 25–29 | Walchsee       | 03:58:19 | Europameister der Altersklasse 25–29 auf der Halbdistanz im Rahmen der Challenge Walchsee-Kaiserwinkl |

| Datum/Jahr    | Platz | Wettbewerb              | Austragungsort    | Zeit     | Bemerkung                                                                                           |
| ------------- | ----- | ----------------------- | ----------------- | -------- | --------------------------------------------------------------------------------------------------- |
| 26. Apr. 2025 | 14    | Ironman Texas           | The Woodlands     | 07:53:00 | hinter dem Norweger Kristian Blummenfelt                                                            |
| 24. Nov. 2024 | 5     | Ironman Mexico          | Cozumel           |          | |
| 4. Juni 2023  | 9     | Ironman Hamburg         | Hamburg           | 07:46:09 | persönliche Bestzeit                                                                                |
| 20. Nov. 2022 | 7     | Ironman Mexico          | Cozumel           | 07:59:47 | |
| 10. Juli 2022 | 3     | Ironman Vitoria-Gasteiz | Vitoria-Gasteiz   | 07:54:21 | |
| 21. Mai 2022  | 4     | Ironman Lanzarote       | Puerto del Carmen | 08:52:34 | |
| 21. Nov. 2021 | 8     | Ironman South Africa    | Port Elizabeth    | 07:55:55 | witterungsbedingt verkürzte Schwimmdistanz (700 m Schwimmen, 180,2 km Radfahren und 42,2 km Laufen) |
| 22. Aug. 2021 | 12    | Ironman Copenhagen      | Kopenhagen        | 08:08:37 | |

| Datum/Jahr    | Platz | Wettbewerb                                      | Austragungsort | Zeit     | Bemerkung                                                     |
| ------------- | ----- | ----------------------------------------------- | -------------- | -------- | ------------------------------------------------------------- |
| 14. Apr. 2019 | 3     | DTU Deutsche Meisterschaft Duathlon Langdistanz | Alsdorf        | 02:34:50 | hinter Sascha Hubbert                                         |
| 15. Mai 2016  | 1     | DTU Deutsche Meisterschaft Duathlon Kurzdistanz | Alsdorf        | 01:47:49 | Deutscher Meister Duathlon-Kurzdistanz beim Dachser-Duathlon  |
| 27. Sep. 2014 | 1     | DTU Deutsche Meisterschaft Cross-Duathlon       | Östringen      |          | Deutscher Meister Cross-Duathlon (Mountainbike und Crosslauf) |

| Datum/Jahr   | Platz | Wettbewerb          | Austragungsort | Zeit     | Bemerkung    |
| ------------ | ----- | ------------------- | -------------- | -------- | ------------ |
| 17. Mai 2015 | 1     | Trollinger-Marathon | Heilbronn      | 01:11:23 | Halbmarathon |